# 迫文代
迫 文代（さこ ふみよ、1959年2月20日 - ）は、長崎県佐世保市出身のタレント、フリーアナウンサー。神奈川県立松陽高等学校、日本女子大学家政学部卒業。

## 来歴
1981年3月、日本女子大学家政学部を卒業。1981年4月にテレビ朝日の局アナウンサーとして入社。この入社試験の時に特技として腹話術を披露したという。主として報道・情報番組を中心に活躍。その後、退社し、フリー（共同テレビジョン所属）として活動。グルメリポーターや紀行番組などのリポーターとして活躍する他、ドラマにも出演するなど女優としても活動している。36歳で長男出産。50歳の時に離婚。2013年よりライトハウス所属。2019年現在鎌倉でカレー店「コペペ」を開店している。
元フジテレビアナウンサーの古賀万紀子は姉。1982年当時、中村敦夫のファンで、ファンレターを出して返ってきた手紙が大切な宝物だと話していた。

## 出演番組
- なるほど!ザ・ワールド （フジテレビ）
- オレたちひょうきん族 （同）
- 不思議少女ナイルなトトメス （同）
- FNNスーパーニュース （同）
- 西部警察 PART-III 最終話「大門死す! 男達よ永遠に…」（1984年、テレビ朝日）
- 月曜ワイド劇場「女ざかり 男ぎらい・東西南北、女たちの男選び」（1985年、テレビ朝日）
- 土曜スペシャル （テレビ東京）
- 日曜ビッグバラエティ （テレビ東京）
- 静岡発そこ知り（静岡放送）不定期レギュラー

### 映画
- 「スーパーの女」 （1996年）

## テレビ朝日アナ時代の出演番組
レギュラー番組
| 期間       | 期間      | 番組名                | 役職                 |
| ---------- | --------- | --------------------- | -------------------- |
| 1981年10月 | 1982年9月 | 夕刊タモリ!こちらデス | サブ司会             |
| 1982年10月 | 1983年6月 | 爆笑!!ドットスタジオ  | レギュラー出演       |
| 1983年4月  | 1984年3月 | おはようテレビ朝日    | 女性サブ司会         |
| 1983年4月  | 1985年9月 | おはようテレビ朝日    | アナウンサー側の司会 |

イレギュラー番組
- ANNニュース(随時)

## 同期アナウンサー
- 廣瀬雅子
- 原麻里子
- 坪内純子
- 小宮悦子
- 野崎由美子